# Kinda, Idlib
Kinda, Idlib (tiếng Ả Rập: الكندة) là một ngôi làng Syria nằm ở Bidama Nahiyah thuộc huyện Jisr al-Shughur, Idlib. Theo Cục Thống kê Trung ương Syria (CBS), Kinda, Idlib có dân số 1338 trong cuộc điều tra dân số năm 2004.